# Selmont-West Selmont (Alabama)
Selmont-West Selmont é uma Região censo-designada localizada no estado americano de Alabama, no Condado de Dallas.

## Demografia
Segundo o censo americano de 2000, a sua população era de 3502 habitantes.

## Geografia
De acordo com o United States Census Bureau, a localidade tem uma área de 8,6 km², dos quais 8,5 km² cobertos por terra e 0,1 km² cobertos por água.

## Localidades na vizinhança
O diagrama seguinte representa as localidades num raio de 40 km ao redor de Selmont-West Selmont.